# 盧卡山

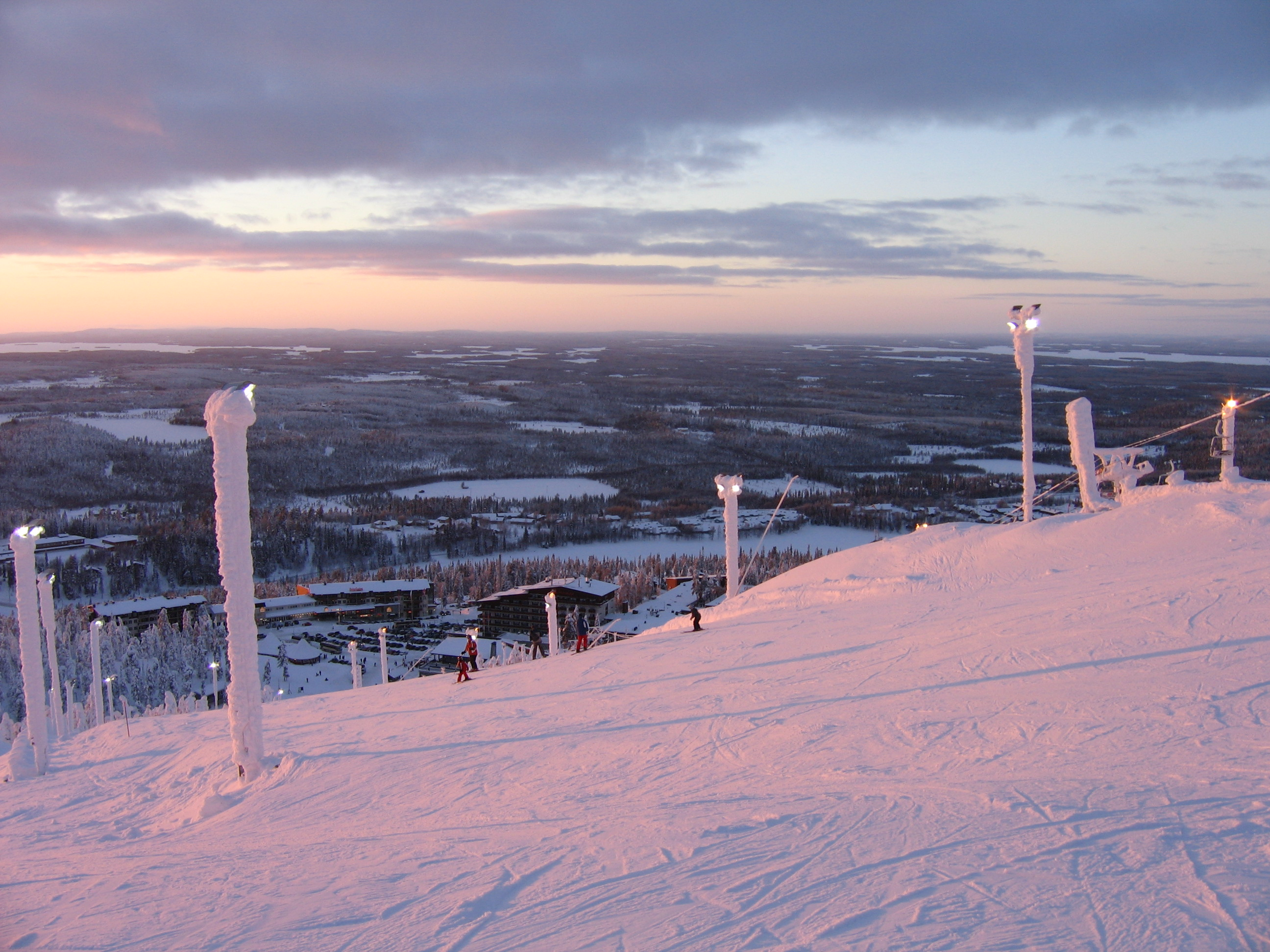
盧卡山

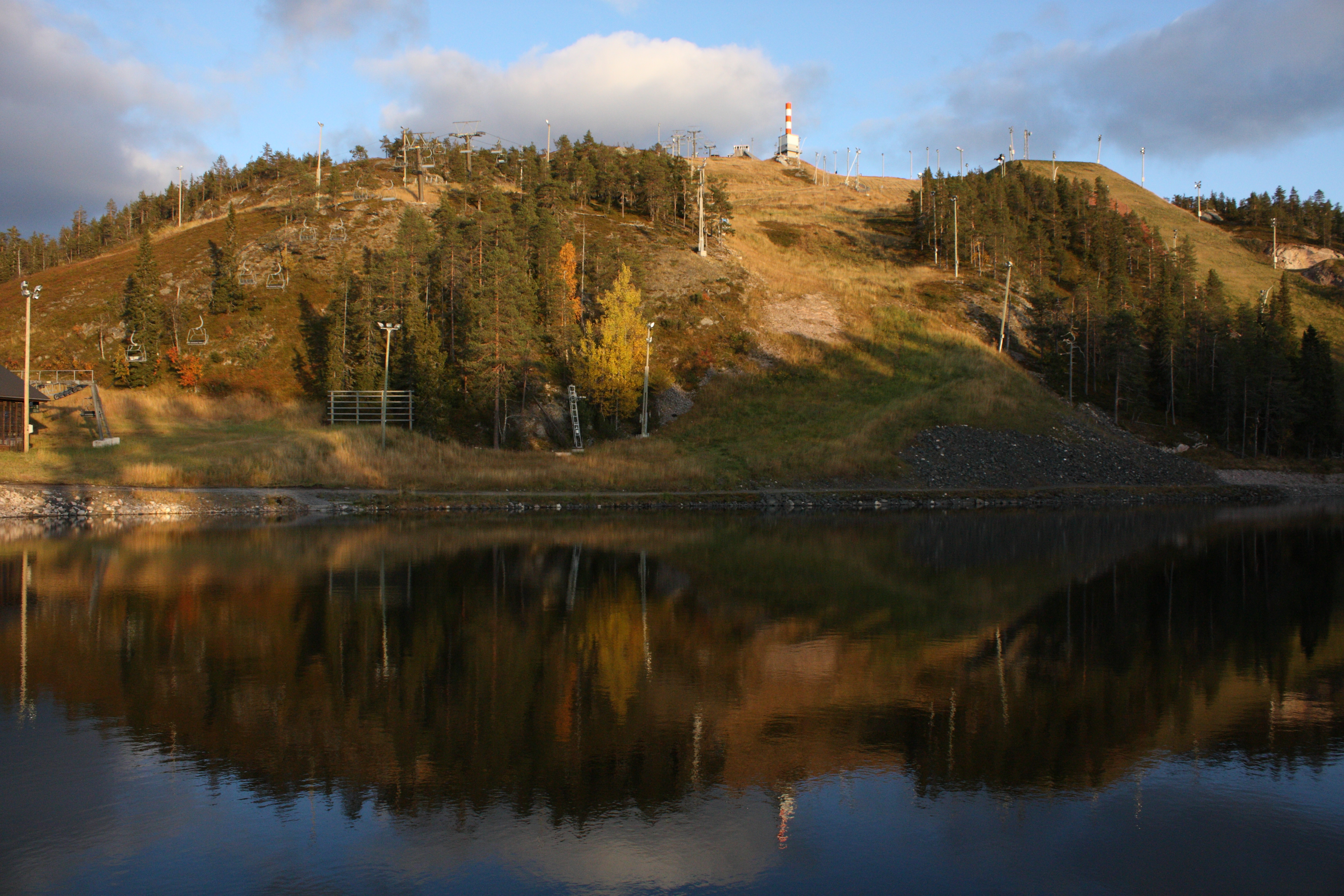
2009年10月的盧卡山

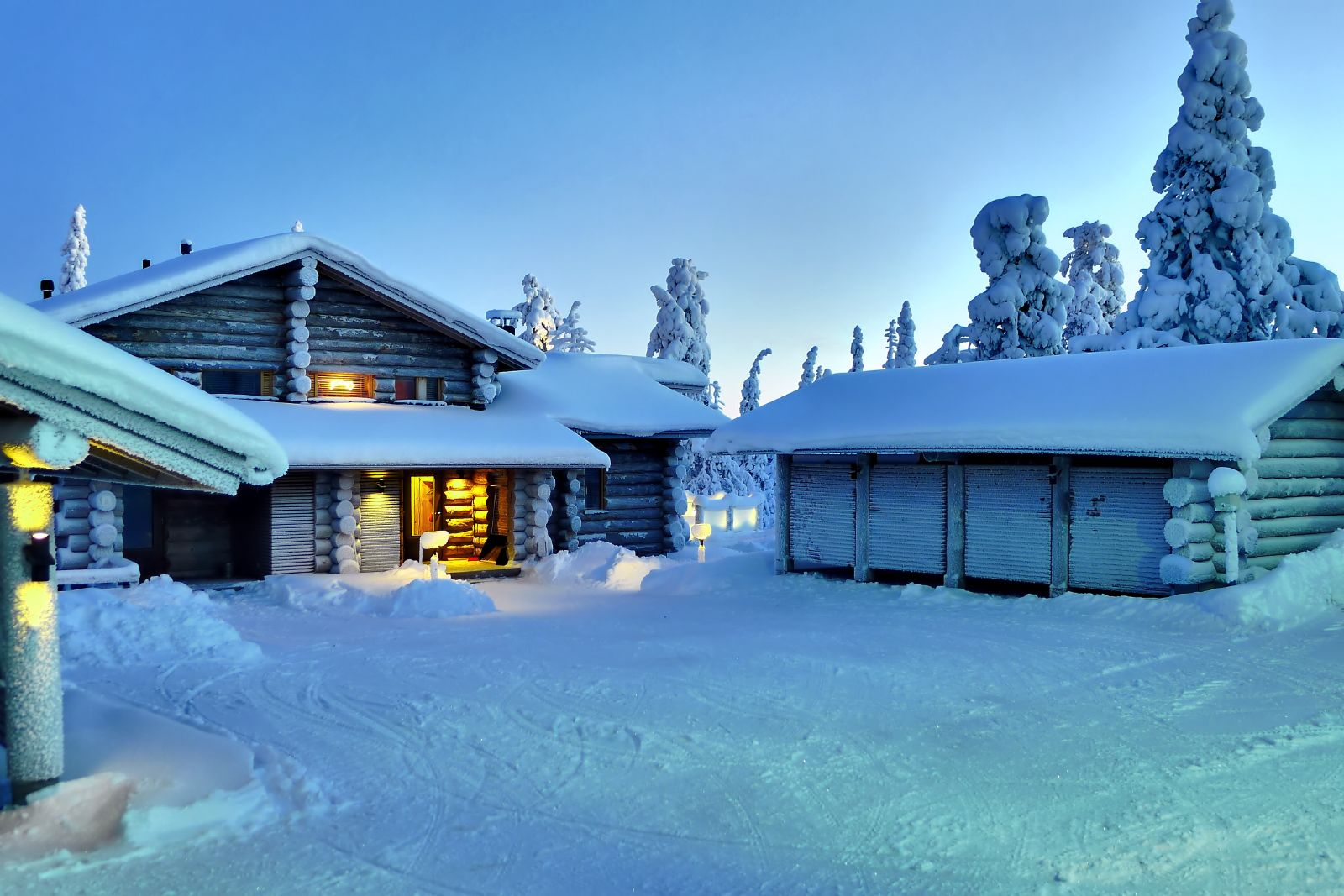
盧卡山上的一间小屋。

盧卡山（芬兰语：Ruka）是一座490米高的山丘，也是芬兰庫薩莫的一个滑雪場。这里有超过500公里的越野滑雪道。此外，遊客还可以租借雪地摩托，該地有長度為600公里的雪地摩托路线。1957年，盧卡山的第一条滑雪索道和300米长的滑雪道竣工。